# Furacão Genevieve (2020)
O furacão Genevieve foi um forte ciclone tropical que quase atingiu a península da Baja California em agosto de 2020. O décimo segundo ciclone tropical, a sétima tempestade nomeada, o terceiro furacão e o segundo maior furacão da atual temporada de furacões do Pacífico de 2020, Genevieve formou-se a partir de uma onda tropical que o National Hurricane Center (NHC) começou a monitorar em 10 de agosto. A onda se fundiu com um vale de baixa pressão em 13 de agosto, e as condições favoráveis permitiram que a onda se intensificasse para a Depressão Tropical Doze-E às 1500 UTC. Apenas seis horas depois, a depressão tornou-se uma tempestade tropical e recebeu o nome de Genevieve. Genevieve rapidamente se tornou um furacão em 17 de agosto, e Genevieve começou a intensificação explosiva no dia seguinte. Por volta das 12:00 UTC de 18 de agosto, Genevieve atingiu o seu pico de intensidade com ventos de 130 mph e uma pressão de 950 mbar. Genevieve começou a enfraquecer no dia seguinte, possivelmente devido às águas mais frias causadas pelo furacão Elida, no início daquele mês. Genevieve enfraqueceu abaixo do status de tempestade tropical por volta das 1800 UTC de 20 de agosto, quando passou perto da Baja California Sur. Logo depois, Genevieve começou a perder a sua convecção profunda e se tornou um ciclone pós-tropical por volta das 21h. UTC em 21 de agosto, eventualmente se dissipando na costa do sul da Califórnia no final de 24 de agosto.
Rajadas com a força do furacão afetaram partes da Baja California quando Genevieve passou por perto. Em 20 de agosto vários centímetros de chuva causaram inundações perto de Cabo San Lucas. Duas mortes foram relatadas em 21 de agosto.

## História meteorológica
No dia 10 de agosto, um distúrbio no oeste da América Central passou a ser monitorado pelo NHC. Em 13 de agosto, esse distúrbio evoluiu para uma depressão de baixa pressão no sudoeste do México. O distúrbio organizou-se gradualmente e, em 16 de agosto, o sistema passou a ser uma depressão tropical, recebendo a denominação Doze-E às 15h.   UTC. A depressão rapidamente se intensificou e tornou-se uma tempestade tropical 6 horas depois, às 21h. UTC, recebendo o nome de Genevieve. Genevieve continuou a se fortalecer rapidamente durante a noite e se tornou um furacão em 17 de agosto, atingindo ventos de 1 minuto de 75 mph (120 km/h). Genevieve continuou a se intensificar rapidamente e, no dia seguinte, às 0900 UTC, Genevieve se intensificou de forma explosiva em um grande furacão de categoria 3. Três horas depois, Genevieve intensificou-se ainda mais em um furacão de categoria 4 e formou um olho claro e muito bem definido. Depois disso, Genevieve começou a enfraquecer gradualmente, caindo para a intensidade da Categoria 3 por volta das 03:00 UTC de 19 de agosto, possivelmente devido a uma esteira fria deixada pelo furacão Elida. Genevieve continuou uma tendência de enfraquecimento gradual pelas próximas horas, mas mais tarde naquele dia, dados de um voo de reconhecimento da NHC indicaram que Genevieve estava enfraquecendo rapidamente, com a tempestade caindo para o status de categoria 1 por volta das 21:00 UTC daquele dia. Em 20 de agosto, Genevieve virou para noroeste e passou muito perto de Cabo San Lucas, na ponta sul da Península de Baja California, e o sistema enfraqueceu ainda mais em uma tempestade tropical às 1800 UTC. Às 2100 UTC de 21 de agosto, Genevieve degenerou em um ciclone pós-tropical, após 12 horas sem convecção profunda. A baixa remanescente do furacão Genevieve continuou a persistir por mais alguns dias, parando na costa do sul da Califórnia em 23 de agosto. A baixa remanescente de Genevieve dissipou-se por volta das 0000 UTC de 25 de agosto.

## Preparações e impacto
No meio da chegada de Genevieve, vários alertas e avisos de ciclones tropicais foram emitidos para a costa sul da Baja Califórnia. Mesmo sem as autoridades pedindo aos moradores para fazê-lo, os moradores da Baja Califórnia se prepararam para os fortes ventos. Enquanto isso, as autoridades lutavam para decidir se abriam ou não abrigos.
Mesmo sem impactos diretos, grandes ondas foram vistas nas áreas costeiras do estado de Jalisco, no México. Conforme Genevieve passava por perto, rajadas com força de furacão de até 90 mph foram relatadas em Cabo San Lucas. Um pico de precipitação de 7,46 polegadas foi relatado na mesma área em 20 de agosto, causando inundações. Um salva-vidas se afogou enquanto tentava salvar um adolescente que também morreu após ignorar as bandeiras de aviso provocadas por ondas fortes produzidas por Genevieve, em um resort em Cabo San Lucas. No entanto, o dano total é desconhecido, até 21 de agosto.
Em 22 de agosto, a humidade dos restos do furacão Genevieve trouxe fortes chuvas para partes do sul da Califórnia. De 22 a 23 de agosto, o campo de vento dos remanescentes de Genevieve também causou muitas ondas acima de 2 metros (6,6 pé) na costa oeste da Península de Baja California e no sul da Califórnia.